# Миропіль (станція)
Миропіль — проміжна залізнична станція Козятинської дирекції залізничних перевезень Південно-Західної залізниці, розташована у селищі Миропіль Романівського району Житомирщини.
Станцію було відкрито у серпні 1873 року, одночасно із відкриттям руху на всій лінії Бердичів — Ковель, під такою ж назвою (на карті 1875 року позначена як полустанок Миропіль). Електрифікована разом із усією лінією 1964 року.